# La Marchande d'amour
Pour plus de détails, voir Fiche technique et Distribution.
La Marchande d'amour (titre original : La provinciale) est un film italien réalisé par Mario Soldati, sorti en 1953 adapté de La provinciale d'Alberto Moravia.
Le film a été présenté à la 6e édition du festival de Cannes.

## Synopsis
Après avoir blessé d'un coup de couteau Elvira, une prétendue amie qui la faisait chanter, Gemma raconte sa vie à son mari. Elle s'était éprise d'Antonio Sartori, membre de la jeunesse dorée de Lucques, avant que sa mère ne lui avoue qu'ils ont le même père. Sous le coup du chagrin, elle accepte d'épouser le professeur de physique hébergé chez sa mère, Franco Vagnuzzi, très absorbé par ses recherches. Elle retrouve alors Renato et Elvira, une comtesse roumaine désargentée. Celle-ci la pousse dans les bras de Renato et met à disposition son logement contre paiement. Ensuite elle oblige Gemma à se prostituer, puis à l'héberger sous la menace de tout dire à son mari. Franco chasse Elvira.

## Fiche technique
- Titre original : La provinciale
- Titre français : La Marchande d'amour
- Réalisation : Mario Soldati
- Scénario : Giorgio Bassani, Sandro De Feo, Jean Ferry et Mario Soldati d'après le roman La provinciale d'Alberto Moravia
- Montage : Leo Catozzo
- Musique : Franco Mannino
- Photographie : Aldo Graziati
- Production : Ponti-De Laurentiis
- Format : Noir et Blanc
- Genre : melodrame
- Durée : 114 minutes
- Date de sortie :
  -  Italie : 18 février 1953

## Distribution
- Gina Lollobrigida : Gemma Vagnuzzi
- Gabriele Ferzetti : le professeur Franco Vagnuzzi
- Alda Mangini : Elvira Coceanu, comtesse roumaine
- Renato Baldini : Luciano Vittoni, amant de Gemma
- Franco Interlenghi : Paolo Sartori
- Nanda Primavera : Mme Foresi, mère de Gemma
- Marilyn Buferd (écrit Marylin Buferd) : Anna Sartori
- Alfredo Carpegna : le comte Sartori (non crédité)
- Barbara Berg : Vannina
- Capt. Vernon Jarratt
- Gianni Luda
- Anna-Maria Sandri
- Milko Skofic
- Rina Franchetti : (non crédité)

## Autour du film
Soldati a adapté la nouvelle d'Alberto Moravia de 1937 L'imbroglio. Cinque romanzi brevi, publiée en France en 1954 sous le titre La Provinciale et autres récits, en la tournant à Lucques, alors que la nouvelle est inspirée de Pérouges et de Bettina Fuso, amie de Moravia. Celui-ci arrive à Pérouges en octobre 1927 et loge dans l'immeuble où réside Elisabetta Rampielli et sa mère. Elisabetta épousera Brajo Fuso, dentiste et professeur, et ensemble ils se tourneront vers l'art et feront de leur salon un centre intellectuel et artistique de 1932 à 1965. « Moravia a eu des relations profondes avec Bettina Fuso et une de ses nouvelles les plus importantes, La Provinciale, est située à Pérouges et Gemma, la protagoniste, est en fait Bettina.».
Alda Mangini, qui joue Elvira, meurt l'année suivante d'un cancer en juillet 1954.

## Distinctions
Le film a été présenté en sélection officielle en compétition au Festival de Cannes 1953.